# Esaguasu ocularis
Esaguasu ocularis là một loài bọ cánh cứng trong họ Cerambycidae.